# Antiferromagnetismo

Ordenamento antiferromagnético

O antiferromagnetismo é o ordenamento magnético de todos os momentos magnéticos de uma amostra, na mesma direção mas em sentido inverso (por pares, por exemplo, ou uma subrede frente a outra). Um antiferromagneto é o material que pode apresentar antiferromagnetismo. A interação antiferromagnética é a interação magnética que faz que os momentos magnéticos tendam a dispor-se na mesma direção e em sentido inverso, cancelando-os se têm o mesmo valor absoluto, ou reduzindo-os se são distintos. Há de se estender este ordenamento por todo um sólido para alcançar o antiferromagnetismo.
Como o ferromagnetismo, a interação antiferromagnética se destrói a alta temperatura por efeito da entropia. A temperatura acima da qual não se aprecia o antiferromagnetismo se chama temperatura de Néel. Acima desta, os compostos são tipicamente paramagnéticos.
Geralmente, os antiferromagnetos estão divididos em domínios magnéticos. Em cada um destes domínios, todos os momentos magnéticos estão alinhados. Nas fronteiras entre domínios há certa energia potencial, mas a formação de domínios está compensada pelo ganho em entropia.
Ao submeter um material antiferromagnético a um campo magnético intenso, alguns dos momentos magnéticos se alinham paralelamente com ele, ainda a custa de alinhar-se também paralelo a seus vizinhos (superando a interação antiferromagnética). Geralmente, se requer um campo magnético muito intenso para conseguir alinhar todos os momentos magnéticos da amostra.
As interações antiferromagnéticas podem produzir momentos magnéticos grandes, inclusive imantação. O ferromagnetismo ocorre em sistemas na qual uma interação antiferromagnética entre momentos magnéticos de diferentes magnitudes implica um momento magnético resultante grande. A magnetita é um sólido estendido que apresenta ferrimagnetismo: é um imã, ainda que as interações são antiferromagnéticas. O Mn12-acetato (Mn12) é uma molécula que apresenta o mesmo fenômeno: interações antiferromagnéticas toleram um momento magnético grande do estado fundamental. Por outro lado, os sistemas com "válvula de spin", com interações antiferromagnéticas apresentam imantação, por pequenos desvios angulares do alinhamento dos momentos magnéticos, não totalmente antiparalelos.